# Lopar, Rab
Lopar je  naselje, občina, manjše pristanišče in privlačno turistično letovišče, ki se nahaja v istoimenskem zalivu na severovzhodnem delu hrvaškega otoka Rab.

## Geografija
Lopar leži na severu otoka ob istoimenskem zalivu. Kraj je znan po svojih peščenih plažah, ki so prava redkost na Hrvaškem in na njenih otokih. K njihovemu nastanku je prispevala posebna sestava tal, ki jih sestavlja plast peščenjaka. Najbolj prostrana plaža je »Rajska plaža«, ki jo obdaja borov gozd.
Zaliv je izpostavljen severozahodnim vetrovom, ki dvigajo valove. Manjša plovila lahko pristanejo ob manjšem okoli 60 m dolgem pomolu, na katerem stoji svetilnik, ki oddaja svetlobni signal: Z Bl 3s. Nazivni domet svetilnika je 4 milje. Severna in zunanja stran pomola služita kot trajektno pristanišče za trajekt, ki mesto povezuje s pristaniščem Valbiska na Krku.
Do leta 2007 je od tod vozila tudi trajektna sezonska linija do Baške na Krku.

## Demografija
| Pregled števila prebivalcev po letih | Pregled števila prebivalcev po letih | Pregled števila prebivalcev po letih | Pregled števila prebivalcev po letih | Pregled števila prebivalcev po letih | Pregled števila prebivalcev po letih | Pregled števila prebivalcev po letih | Pregled števila prebivalcev po letih | Pregled števila prebivalcev po letih | Pregled števila prebivalcev po letih | Pregled števila prebivalcev po letih | Pregled števila prebivalcev po letih | Pregled števila prebivalcev po letih | Pregled števila prebivalcev po letih | Pregled števila prebivalcev po letih |
| ------------------------------------ | ------------------------------------ | ------------------------------------ | ------------------------------------ | ------------------------------------ | ------------------------------------ | ------------------------------------ | ------------------------------------ | ------------------------------------ | ------------------------------------ | ------------------------------------ | ------------------------------------ | ------------------------------------ | ------------------------------------ | ------------------------------------ |
| 1857                                 | 1869                                 | 1880                                 | 1890                                 | 1900                                 | 1910                                 | 1921                                 | 1931                                 | 1948                                 | 1953                                 | 1961                                 | 1971                                 | 1981                                 | 1991                                 | 2001                                 |
| 474                                  | 516                                  | 651                                  | 687                                  | 664                                  | 708                                  | 708                                  | 712                                  | 921                                  | 978                                  | 1259                                 | 1229                                 | 1056                                 | 1215                                 | 1191                                 |

## Zgodovina
Naselje je dobilo ime po cerkvici sv. Marije (Sta Maria Neopari), katera se v listinah prvič omenja v 14. stoletju. Na lokaciji Punta Zidine (Rr Zidine) okoli 2,5 km severno od Loparja so vidni ostanki antične fortifikacijske arhitekture.
Občina Lopar je bila ustanovljena leta 2006, ko se je naselje Lopar odcepilo od mesta Rab.

## Zanimivosti
Po izročilu naj bi se v Loparju v 4. stoletju rodil kamnosek Marin, ustanovitelj republike San Marino.

## Bližnja mesta
- Supetarska Draga, 6 km
- Kampor, 10 km
- Rab, 14 km
- Baška, 10 milj (otok Krk)